# بوب مولدر
بوب مولدر (بالهولندية: Bob Mulder)‏ (31 يناير 1974 بدلفزايل في هولندا - ) هو لاعب كرة قدم هولندي في مركز الوسط. لعب مع نادي غرونينغن وهيراكليس ألميلو ونادي فيندام ونادي مبن ‏ وVfB Oldenburg ‏ وMVV Maastricht ‏.